# Friedrich Kambartel

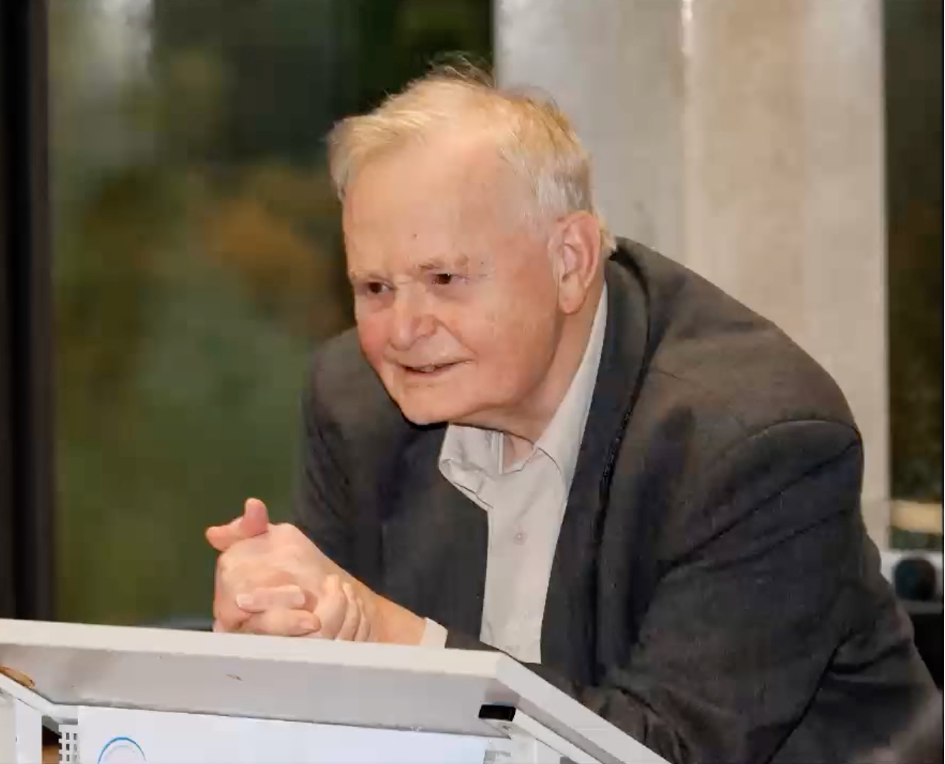

Friedrich Kambartel (* 17. Februar 1935 in Münster; † 25. April 2022 in Konstanz) war ein deutscher Philosoph, Wissenschaftstheoretiker und Hochschullehrer.

## Leben
Kambartel studierte Physik, Mathematik, und Philosophie an
der Westfälischen Wilhelms-Universität Münster. 1959 wurde er dort mit der mathematischen Arbeit Orthonormale Systeme und Randintegralformeln in der Funktionentheorie mehrerer Veränderlichen zum Dr. rer. nat. promoviert. 1966 habilitierte er sich für Philosophie in Münster mit der Schrift Erfahrung und Struktur. Bausteine zu einer Kritik des Empirismus und Formalismus.
1966 wurde er als einer der ersten Professoren an die neu gegründete Universität Konstanz berufen, wo er als Gründungsdekan des Fachbereichs Philosophie maßgeblich am Aufbau der Reformuniversität («Klein-Harvard am Bodensee») beteiligt war. Kambartel stand der Erlanger Schule der konstruktivistischen Wissenschaftstheorie nahe. Von 1993 bis zu seiner Emeritierung 2000 lehrte er Philosophie an der Johann Wolfgang Goethe-Universität Frankfurt am Main. Er war Mitglied der Mainzer Akademie der Wissenschaften und der Literatur.
In den letzten Jahren seines Lebens wohnte Kambartel wieder in Konstanz und schrieb dort mit seiner Tochter, der Japanologin Ruth Kambartel, an einem philosophischen, unvollendet gebliebenen Roman mit dem Arbeitstitel Die Farbe der Welt. Am 25. April 2022 ist er im Alter von 87 Jahren in Konstanz gestorben.

## Wirken
Kambartels Schwerpunkte sind die Sprachphilosophie, die Theorie der exakten Wissenschaften, vor allem der Logik, die Philosophie des Geistes und die Handlungstheorie. Er arbeitete aber auch wesentlich zu Moralphilosophie und Philosophie der Ökonomie. Als Mitherausgeber des Ritter’schen Historischen Wörterbuches der Philosophie war er verantwortlich für die Redaktionsgebiete Neuere Logik und Sprachphilosophie, Analytische Philosophie, Wissenschaftstheorien und Wissenschaftsgeschichte, insbesondere der exakten Wissenschaften. Auch die Mittelstraß’sche Enzyklopädie Philosophie und Wissenschaftstheorie prägte er entscheidend mit. Aus seiner Feder stammen an die hundert Beiträge, ungefähr hälftig zur praktischen und zur theoretischen Philosophie. Der zum Zeitpunkt seines Todes unvollendete «begriffliche» Roman Die Farbe der Welt befasste sich ebenfalls mit Themen aus den verschiedensten Gebieten der Philosophie, z. B. Zeit und Raum, Physik und Lebenswelt, Wirklichkeit und Wahrheit, Solipsismus und Relativismus, Moral und Ethik, der Sinn des Lebens, die Rolle der praktischen Vernunft und die Bedeutung von Begriffsanalyse und Begründung.
Als Hauptwerke können die im Suhrkamp Verlag 1968 erschienene Habilitationsschrift Erfahrung und Struktur sowie die drei Aufsatzsammlungen Theorie und Begründung (1976), Philosophie der humanen Welt (1989, beide ebenfalls bei Suhrkamp) und Philosophie und Politische Ökonomie (1998 im Wallstein Verlag) gelten.
Das Kambartel’sche Gesamtwerk ist zu breit gefächert und vielfältig, als dass man es leicht zusammenfassen könnte. Es gibt aber zwei Grundzüge, welche sein ganzes Werk zu durchziehen scheinen. Das ist zum einen sein Eintreten für den Primat der praktischen Vernunft, sein Pragmatismus, und zum anderen sein anti-formalistisches Verständnis von Vernunft als Kultur.
Pragmatismus
Der erste Grundzug bestimmt vor allem die wissenschafts-, sprach-, geistes- und handlungstheoretischen Arbeiten. Wenn dem Tun und der praktischen Vernunft ein Primat vor dem Denken und Reden und der theoretischen Vernunft zukommt, letztere also erst auf dem Boden ersterer möglich werden, dann können Ergebnisse etwa der Neurowissenschaften niemals zeigen, dass der Mensch doch determiniert ist und nicht frei handeln kann.
Anti-Formalismus
Der zweite Grundzug tritt erst im späteren Werk deutlich hervor und markiert dann auch eine Distanz zu den begrifflichen Aufbau- und Definitionsversuchen der Erlanger Schule. Vernunft sei nicht exakt, z. B. definitorisch als Prinzip oder Kriterium oder systematisch über eine (formale) Theorie zu fassen. Vernunft sei vielmehr eine „Kultur“, in die man hineinwächst und die man nur von innen heraus verstehen kann, eine soziale Praxis, in der man seine Urteilskraft bildet. Dabei dürfe der Kulturbegriff nicht relativistisch missverstanden werden. Vernünftige Urteile zeichneten sich vielmehr durch ihren universalistischen Geltungsanspruch aus. Begriffliche Sätze wie Immanuel Kants Selbstzweckformel kommentierten besonders bedeutsame Ausschnitte aus der „Grammatik“ dieser Kultur.
Strenge und Exaktheit
Ein Schlüssel zum Verständnis des Kambartel’schen Werkes ist die Unterscheidung zwischen „Strenge“ und „Exaktheit“. Für Kambartel gehört Strenge zur Bestimmung der Philosophinnen und Philosophen. In seiner Philosophie der humanen Welt heißt es dazu: „Die Philosophie führt uns zur strengen Bewältigung unseres Lebens zurück, wo wir (die Individuen oder das Zeitalter) von ihr abgekommen sind.“ Strenge erläutert er dort so: „Unsere Unterscheidungen und Denkbemühungen, können wir sagen, müssen mit bestimmten Problem- und Orientierungssituationen in unserem (individuellen und gesellschaftlichen) Leben zusammenhängen, ihnen entstammen. Hier gibt es insbesondere ‹reale› (z. B. technische) Probleme – oder Probleme in unserem Denken (z. B. wenn jemand meint, Handlungen seien gehirnphysiologisch verursachte Körperbewegungen). – Und nun kommt es darauf an, daß sich unser Reden und Denken nicht von diesen, den ursprünglichen, Problemen entfernt, sich ihnen gegenüber verselbständigt. Dazu ist ‹Strenge› nötig, die Strenge der philosophischen Arbeit, die unsere Worte und Sätze auf ihre Verwendung in bestimmten, benennbaren Lebenssituationen zurückführt.“
Friedrich Kambartel galt als ein vorzüglicher Lehrer, mit einer bemerkenswert zahlreichen, produktiven Schülerschaft. Vermutlich hat er über seine zahlreichen Schülerinnen und Schüler genauso stark in die Philosophie hineingewirkt wie über seine eigenen, hochverdichteten, mitunter ins Aphoristische gehenden Abhandlungen. Zu seiner diversen Schülerschaft gehören unter anderem Christoph Demmerling, Gottfried Gabriel, Angelika Krebs, Thomas Rentsch, Hans Julius Schneider, Pirmin Stekeler-Weithofer und Reiner Wimmer. Sein eigenes Denken hat Kambartel, außer an den Klassikern Kant und Wittgenstein, an Zeitgenossen wie Paul Lorenzen, Robert Brandom und Georg Henrik von Wright geschärft und gemessen. Kambartel wollte vor allem seine späteren Texte als Denkübungen, als Einübungen in einen anderen Blick verstanden wissen – soweit die Schrift allein dies überhaupt zu leisten vermag.
Ökonomische Arbeit
Das konnten Beispiele sein wie die Frage, ob unsere Gesellschaft gerecht mit der hauptsächlich von Frauen erbrachten Arbeit in der familialen Kindererziehung und Altenpflege umgeht. Die Antwort lautete: nein. Aber um dies klar zu sehen, war eine jahrelange Arbeit am Arbeitsbegriff nötig. So entstand der Vorschlag, den Arbeitsbegriff „institutionell“ zu fassen und von der Natur der Tätigkeit, also ob sie z. B. Mühe mache oder zweckrational sei, abzusehen. Als «Arbeit» im ökonomischen Sinne begriff Kambartel alsdann jede Tätigkeit für andere, welche im Rahmen des gesellschaftlichen Leistungsaustausches erbracht wird.
Soziale Marktwirtschaft
Ein anderes Beispiel ist die Frage, wie eine im wahren Sinne soziale Marktwirtschaft ohne das im Kapitalismus zentrale Instrument der Kapitalrendite zu denken sei. Dass einer Person nur, weil sie bereits Kapital besäße, noch mehr Geld, eine pure Rente auf das Haben von Geld, zustehe, erachtete Kambartel als ungerecht und ineffizient. Als Alternative zum Kapitalismus entwickelte er sein Modell der sozialen Marktwirtschaft mit Banken als vierter ökonomischer Gewalt. Den Weg, den er mit seinen ökonomischen Untersuchungen einschlug, beschrieb er selbst als „einen Weg, der sich von der praktisch weitgehend folgenlosen Scholastik utilitaristischer und entscheidungstheoretischer Philosopheme fernhält und zu bestimmten konkreten Problemen begrifflich-normative Aufklärung führt.“
Gelassenheit
Ein wieder anderes Beispiel ist, wie wir vernünftig mit dem Unverfügbaren in unserem Leben umgehen können. Kambartel plädierte in seiner Antwort auf Gelassenheit: „die philosophische Gelassenheit – die Ruhe der Seele – besteht darin, nicht nach der Verfügung über das für uns Unverfügbare zu streben und im unenttäuschbaren Vertrauen darauf zu leben, daß der uns unverfügbare Gang der Ereignisse den Sinn eines vernünftigen Lebens nicht berührt.“

## Publikationen (Auswahl)

### Selbständige Veröffentlichungen und (Mitwirkung an) Editionen
- Bernard Bolzanos Grundlegung der Logik. Ausgewählte Paragraphen aus der Wissenschaftslehre, Bd. 1 u. 2, mit ergänzenden Textzusammenfassungen, einer Einleitung und Registern, hrsg. von F. Kambartel, Hamburg, 1963, 1978².
- Erfahrung und Struktur. Bausteine zu einer Kritik des Empirismus und Formalismus, Frankfurt a. M., 1968, 1976²; span.: Buenos Aires, 1972.
- Gottlob Frege: Nachgelassene Schriften, unter Mitwirkung von G. Gabriel u. W. Rödding bearbeitet, eingeleitet u. mit Anmerkungen versehen von H. Hermes, F. Kambartel, F. Kaulbach, Hamburg, 1969; engl.: Oxford, 1979.
- Historisches Wörterbuch der Philosophie, mithrsg. von F. Kambartel, Stuttgart / Basel, 1971ff.
- Zum normativen Fundament der Wissenschaft, hrsg. von F. Kambartel, J. Mittelstraß, Frankfurt a. M., 1973.
- Wissenschaftstheorie als Wissenschaftskritik (zusammen mit P. Janich, J. Mittelstraß), Frankfurt a. M., 1974.
- Praktische Philosophie und konstruktive Wissenschaftstheorie, hrsg. von F. Kambartel, Frankfurt a. M., 1974.
- Theorie und Begründung. Studien zum Philosophie- und Wissenschaftsverständnis, Frankfurt a. M., 1976.
- Philosophie der humanen Welt. Abhandlungen, Frankfurt a. M., 1989.
- Vernunftkritik nach Hegel. Analytisch-kritische Interpretation zur Dialektik, hrsg. von Chr. Demmerling, F. Kambartel, Frankfurt a. M., 1992.
- Philosophie und Politische Ökonomie, Göttingen, 1998.
- Sprachphilosophie. Probleme und Methoden (zusammen mit P. Stekeler-Weithofer), Stuttgart, 2005.

### Aufsätze in Zeitschriften und Sammelbänden
(Nicht eigens aufgeführt sind hier die Aufsätze aus den Sammelbänden: Theorie und Begründung, Philosophie der humanen Welt sowie Philosophie und Politische Ökonomie.)
- Symbolic Acts. Remarks on the Foundation of a Pragmatic Theory of Language, In: (hrsg. von G. Ryle) Contemporary Aspects of Philosophy, Stockfield, 1976, 70 – 85; dt.: Symbolische Handlungen. Überlegungen zu den Grundlagen einer pragmatischen Theorie der Sprache, In: (hrsg. von J. Mittelstraß, M. Riedel) Vernünftiges Denken. Studien zur praktischen Philosophie und Wissenschaftstheorie, Berlin, 1978, S. 3–22.
- Bemerkungen zur Frage: Was ist und soll Philosophie?, In: (hrsg. von H. Lübbe) Wozu Philosophie? Stellungnahmen eines Arbeitskreises, Berlin / New York 1978, S. 17–34.
- Formalistische und sophistische Elemente in der dialogischen Logik, In: (hrsg. von C.F. Gethmann) Logik und Pragmatik – Zum Rechtfertigungsproblem logischer Sprachregeln, Frankfurt a. M. 1982, 41 – 52.
- Versuch über das Verstehen, In: (hrsg. von B. McGuiness, J. Habermas, K.-O. Apel, R. Rorty, Ch. Taylor, F. Kambartel, A. Wellmer) Der Löwe spricht … und wir können ihn nicht verstehen, Frankfurt a. M., 1991, S. 121 – 137; auch In: (hrsg. von P. Stekeler-Weithofer) Geschichte der Philosophie in Text und Darstellung, Bd. 9: Gegenwart, Stuttgart, 2004, S. 288–309.
- Über die praktische Form unseres Lebens, In: (hrsg. von H. Schnädelbach, G. Keil) Philosophie der Gegenwart – Gegenwart der Philosophie, Hamburg, 1993, S. 281–289.
- Normative Bemerkungen zum Problem einer naturwissenschaftlichen Definition des Lebens, In: (hrsg. von A. Barkhaus u. a.) Identität, Leiblichkeit, Normativität, Frankfurt a. M., 1996, S. 109 – 114; auch In: (hrsg. von A. Krebs) Naturethik, Frankfurt a. M., 1997, S. 331–336.
- Wahrheit und Vernunft. Zur Entwicklung ihrer praktischen Grundlagen, In: (hrsg. von Ch. Hubig) Cognitio Humana. Dynamik des Wissens und der Werte, Berlin, 1997, S. 175 – 187; gekürzte Fassung In: Information Philosophie, 1997, 4, S. 5–17.
- Die Aktualität des philosophischen Konstruktivismus, In: (hrsg. von Chr. Thiel) Akademische Gedenkfeier für Paul Lorenzen, Akademische Reden und Kolloquien der Friedrich Alexander-Universität Erlangen-Nürnberg, 13, Erlangen / Nürnberg, 1998, S. 25–36.
- Wahrheit und Begründung, In: Dialektik. Enzyklopädische Zeitschrift für Philosophie und Wissenschaften, 1999, S. 37–52.
- Strenge und Exaktheit, In: (hrsg. von G.-L. Lueken) Formen der Argumentation. Leipziger Schriften zur Philosophie, 11, Leipzig, 2000, S. 75–85.
- Geist und Natur. Bemerkungen zu ihren normativen Grundlagen, In: (hrsg. von G. Wolters, M. Carrier) Homo Sapiens und Homo Faber. Epistemische und technische Rationalität in Antike und Gegenwart, Berlin / New York, 2005, S. 253–265.
- Meaning, Justification, and Truth, In: Pragmatics & Cognition, 13, 2005, S. 109–119.
- On the Incompatibility of Intentional and Causal Explanation. Thoughts After Re-Reading von Wright, In: Acta Philosophica Fennica, 77, 2005, S. 115–125.

### Handbuchartikel
- In: (hrsg. von J. Ritter) Historisches Wörterbuch der Philosophie, Basel / Stuttgart, 1971 – 1989, die Beiträge: Abfolge; Anschauungssatz / Begriffssatz; Bedingung; Erfahrung; Größe; Methode (zusammen mit R. Welter); Naturgeschichte; Analytische Philosophie und Wissenschaftstheorie (zusammen mit G. Gabriel, Th. Rentsch).
- In: (hrsg. von J. Mittelstraß) Enzyklopädie Philosophie und Wissenschaftstheorie, Bd. 1 u. 2, Mannheim / Zürich / Wien, 1980 – 1984, Bd. 3 u. 4, Stuttgart / Weimar, 1995 – 1996, die Beiträge: Abfolge; allgemein (ethisch); Analogien der Erfahrung; Analytik; Anschauung; analytisch; Antizipationen der Wahrnehmung; Apprädikator; a priori; Arbeit; Ästhetik, transzendentale; Bacon, F; Bedingung; Begründung; Besonnenheit; Bolzano, B; Brückenprinzip; Empirismus; Erlanger Schule; finit / Finitismus; Folge (logisch); Frankfurter Schule; Frieden; Gebrauchswert; Gelassenheit; Grenznutzen; Größe; Größenlehre; Grund; Grundlagenforschung; Grundsatz; ceteris-paribus-Klausel (zusammen mit R. Wimmer); Idee (systematisch); Keynes, J.M; Konsens; Leben, gutes; Leben, vernünftiges; Lebensqualität; Malthus, T.R; Mehrwert; Metaethik; Mittel; Moral; Moralismus; Moralität; Norm (handlungstheoretisch, moralphilosophisch); normativ; Normierung; Nutzen; Ökonomie, politische; Pascal, B; Person (zusammen mit A. Krebs, Th. Jantschek); Philosophie, praktisch; Pluralismus; Positivismus (systematisch); Pragmatik; pragmatisch; Prinzip; Rechtfertigung; Regel (zusammen mit Th. Jantschek); Ritter, J; Satz an sich; Schema; Schematismus; Scholz, H; Selbstzweck; Sinnkriterium, empiristisches (zusammen mit M. Carrier); Sokrates; Struktur; Stufe; Symbol (zusammen mit B. Gräfrath); Tauschwert; theoretisch; Theorie, kritische; Theorie und Praxis; transsubjektiv / Transsubjektivität; Universalisierung; Universalität (ethisch); Utopismus; Verifikationsprinzip (zusammen mit M. Carrier); Verstandesbegriffe, reine; Voraussetzung; voraussetzungslos / Voraussetzungslosigkeit; Vorstellung an sich; Wertgesetz; Whitehead, A. N; Wissenschaft; Wissenschaftskritik.